# Ndu
Ndu es un municipio del departamento de Donga-Mantung de la región del Noroeste, Camerún. En noviembre de 2005 tenía una población censada de 73 955 habitantes.
Se encuentra ubicado cerca de la frontera con Nigeria.